# 虚幻的邪马台国
虚幻的邪马台国（日语：／）是日本作家宮崎康平所著的書籍。记述了宮崎康平半生的时光与其研究島原即邪馬台国的学説。此书很难分类，可说是小说，也可说是学术評論。2008年秋，吉永小百合、竹中直人主演同名电影。

## 简介
1965年（昭和40年）在《九州文学》開始連載，1967年（昭和42年）由講談社出版。同年，宮崎康平夫婦获得第一回吉川英治文化賞。
邪马台国在哪里？所谓的邪马台国争论本是专业学者们之间的争论，而本作品却成为引发普通人关注邪马台国的契机。关于邪馬台国的位置，有畿内説与九州説二大假说，宮崎支持少数派的九州説。
1980年（昭和55年），此后进一步研究的内容被修饰后的决定版出版。2008年（平成20年）8月由講談社出版新装版。

## 电影
2008年（平成20年）11月1日，在东映首映。
本作是以宮崎和子（吉永小百合饰）的视角为中心展开，战乱期的悲剧、与宮崎康平（竹中直人饰）的相遇、宮崎康平寻找邪马台国的孤独……宮崎康平艰辛而成功的半生成为故事中心，完美地结合了原作思想精髓。 
宫崎康平的孙女宫崎香蓮在片中饰演了宫崎和子的少女时代。

### 内容简介
本片讲述了失明的宫崎康平寻找邪马台国在岛原上的遗迹以及默默支持丈夫的宫崎和子的故事。
NHK福冈放送局的广播节目“九州的历史”担任主持的广播主持人和子，在节目中邀请了岛原铁路社长兼乡土史学家的失明的宫崎康平。他是一个兼备热情和顽固的人，康平一听到和子的声音立即对她有了好感，并在回去的时候劝说她到岛原来。
康平给她留下了深刻的印象，和子也暂停了节目，决心拜访岛铁总公司。在她眼中，康平是傲慢而独断专行但充满热情的老板。康平付工资的低使得职员不满。为了组织观光巴士事业，和子被任命为巴士导游的讲师，和子住宿在旅馆最简单的房间，康平向来对金钱漠不关心，几年间在旅馆赊了不少账。观光巴士终于上了轨道，岛原也因此迎来不少客人。沿铁路走着的康平在暴雨中抱着绳文土器得救，因而提出“邪马台国是九州”的假说。
但是散漫经营的康平被罢免了岛铁社长，巴士因此废除，当和子准备回到福冈时，康平向她求婚。婚后和子成了康平的得力助手，为康平朗读《魏志倭人传》协助研究邪马台国的位置。家庭经费吃紧，康平建议向从岛原铁路跳槽到有明银行的矢泽支援生活费，宫崎夫妇开始云游九州进行实地探究。
1967年（昭和42年），随着康平著作《虚幻的邪马台国》出版，“虚幻的邪马台国”的热潮兴起。康平复归岛原开设香蕉园，与实际妻子朋子离婚，和子与康平正式结婚。对自己学说仍不满足的康平继续开始新的研究。
1973年（昭和48年），康平在“被埋没的场所”回想了卑弥呼的邪马台国的存在，康平当场倒地，结束了一生。

### 演员
- 宮崎和子、卑弥呼：吉永小百合
- 宮崎康平：竹中直人
- 宮崎和子（少女時代）：宮崎香蓮
- 宮崎誠（少年時代）：崎本大海
- 宮崎照子：柳田衣里佳
- 佐々木一馬：窪塚洋介
- 矢泽：風間トオル
- 吉岡静香：黒谷友香
- 和子之父：平田満
- 和子之母：麻生祐未
- 一馬之父：小倉一郎
- 一馬之母：斉藤とも子
- 玉子：柳原可奈子
- 村井駅長：岡本信人
- 綾老奶奶：綾小路きみまろ
- 具雑煮屋「を加多屋」老板：不破万作
- 小工：大仁田厚
- 学者：大槻義彦
- 司会者：草野仁
- 吉川英治賞主办者：井川比佐志
- 山田秘書：佐伯新
- 戸田亮吉（島铁副社長）：石橋蓮司
- 岩崎伸一（島铁役員）：ベンガル
- 江阪大吾（有明银行行长）：江守徹
- 古賀（电台节目主持人）：大杉漣
- 佐野明子：余貴美子
- 克江（島月旅館老板娘）：由紀さおり

### 工作人员
- 脚本：大石静
- 导演：堤幸彦
- 製作公司：東映東京撮影所、オフィスクレッシェンド
- 製作委員会：東映、木下工務店、加賀電子、テレビ朝日、電通、读卖新聞、ティーワイリミテッド、朝日放送、名古屋电视台、東映ビデオ、九州朝日放送、西日本新聞社、北海道电视台、广岛HOME电视台、報知新聞、長崎文化放送、新潟电视台21、東日本放送

## 関連項目
- 邪馬台国
- 卑弥呼
- 島原铁道
- 《魏志倭人传》